# Thép carbon
Thép carbon là một thép có hai thành phần cơ bản chính là sắt và carbon, trong khi các nguyên tố khác có mặt trong thép carbon là không đáng kể. Thành phần phụ trợ trong thép carbon là mangan (tối đa 1,65%), silic (tối đa 0,6%) và đồng (tối đa 0,6%). Lượng carbon trong thép càng giảm thì độ dẻo của thép carbon càng cao. Hàm lượng carbon trong thép tăng lên cũng làm cho thép tăng độ cứng, tăng thêm độ bền nhưng cũng làm giảm tính dễ uốn và giảm tính hàn. Hàm lượng carbon trong thép tăng lên cũng kéo theo làm giảm nhiệt độ nóng chảy của thép.

## Phân loại thép carbon
Các phân loại điển hình nhất c
- Thép mềm (ít carbon): Lượng carbon trong khoảng 0,05–0,29%[1] (Ví dụ theo tiêu chẩn AISI có thép 1018). Thép mềm có độ bền kéo vừa phải, nhưng lại khá rẻ tiền và dễ cán, rèn; Thép mềm sử dụng nhiều trong xây dựng, cán tấm, rèn phôi...
- Thép carbon trung bình: Lượng carbon trong khoảng 0,30–0,59% [1](Ví dụ theo tiêu chuẩn AISI có thép 1040). Có sự cân bằng giữa độ mềm và độ bền và có khả chống bào mòn tốt; phạm vi ứng dụng rộng rãi, là các thép định hình cũng như các chi tiết máy, cơ khí.[2]
- Thép carbon cao: Lượng carbon trong khoảng 0,6–0,99%[1]. Rất bền vững, sử dụng để sản xuất nhíp, lò xo, kéo thành sợi dây thép chịu cường độ lớn.[3]
- Thép carbon đặc biệt cao: Lượng carbon trong khoảng 1,0–1,2% [1]. Thép này sẽ đạt được độ cứng rất cao. Dùng trong các việc dân dụng: dao cắt, trục xe hoặc đầu búa. Phần lớn thép này với hàm lượng 1,2%C được sử dụng trong công nghệ luyện kim bột và luôn được xếp loại vào với thép carbon có hợp kim cao.